# Michał Piechocki
Michał Piechocki (ur. 25 września 1926 w Żylicach) – polski działacz partyjny, państwowy i związkowy, w latach 1980–1981 I sekretarz Komitetu Wojewódzkiego PZPR w Słupsku, wicewojewoda słupski.

## Życiorys
Syn Józefa i Marianny. W 1954 wstąpił do Polskiej Zjednoczonej Partii Robotniczej. Od 1960 do 1969 był wiceprzewodniczącym Wojewódzkiej Rady Związków Zawodowych w Koszalinie, zaś od 1960 do 1970 członkiem Centralnej Rady Związków Zawodowych. Od 1962 należał do egzekutywy Komitetu Wojewódzkiego PZPR w Koszalinie, od 1970 do 1975 był w niej sekretarzem ds. ekonomicznych. W latach 1975–1980 sekretarz KW PZPR w Słupsku, zaś od 14 listopada do 17 czerwca 1981 – I sekretarz. Jako I sekretarz uczestniczył m.in. w delegacji na miejscu Katastrofy lotniczej pod Słupskiem. W pierwszej połowie lat 80. był wicewojewodą słupskim.